# パノラマ (アルバム)
『パノラマ』（Panorama）は、アメリカのニュー・ウェイヴ・バンド、カーズが1980年に発表したサード・アルバム。
前作のポップ路線よりも、大きく実験的要素を含んだ近作は賛否両論を巻き起こした問題作でもある。

## 収録曲
特記したものを除き、全てリック・オケイセックの作詞・作曲。
1. パノラマ - "Panorama" - 5:42
2. タッチ・アンド・ゴー - "Touch And Go" - 4:55
3. ギミ・サム・スラック - "Gimme Some Slack" - 3:32
4. ドント・テル・ミー・ノー - "Don't Tell Me No" - 4:00
5. ゲッティング・スルー - "Getting Through" - 2:35
6. ミスフィット・キッド - "Misfit Kid" - 4:30
7. ダウン・ボーイズ - "Down Boys" - 3:09
8. ユー・ウェア・ゾーズ・アイズ - "You Wear Those Eyes" - 4:55（オケイセック／グレッグ・ホークス）
9. ランニング・トゥ・ユー - "Running To You" - 3:22
10. アップ・アンド・ダウン - "Up And Down" - 3:31

## パーソネル
- リック・オケイセック (Ric Ocasek) – ボーカル (リードボーカル - 1、2、3、5、6、8、10)、リズムギター
- ベンジャミン・オール (Benjamin Orr) – ボーカル (リードボーカル - 4、7、8、9)、ベース
- グレッグ・ホークス (Greg Hawkes) – キーボード、サクソフォーン、バック・ボーカル
- デヴィッド・ロビンソン (David Robinson) – ドラム、バック・ボーカル
- エリオット・イーストン (Elliot Easton) – リードギター、バック・ボーカル